# Avesta (Suecia)
Avesta es una localidad sueca situada en la provincia histórica de Dalarna. Está situada junto al río Dal y en las rutas nacionales 70 y 68. Tiene cerca de 14 506 habitantes, y es sede de la comuna homónima. Outokumpu tiene una fábrica allí.